# Jaskinia Cosquera

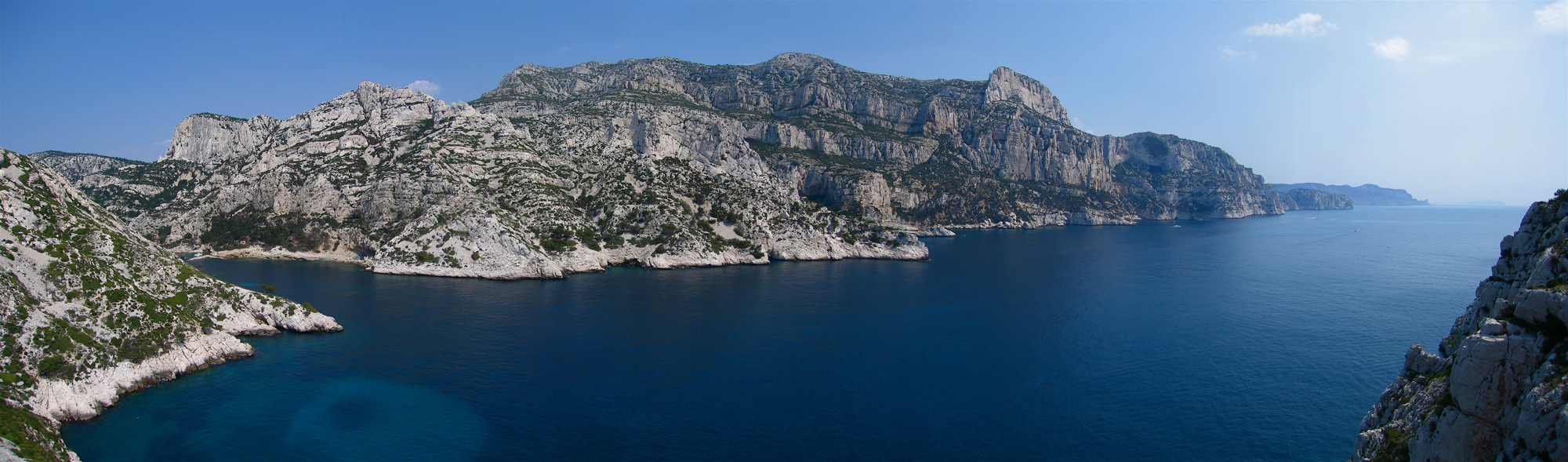
Widok na Calanque de Morgiou

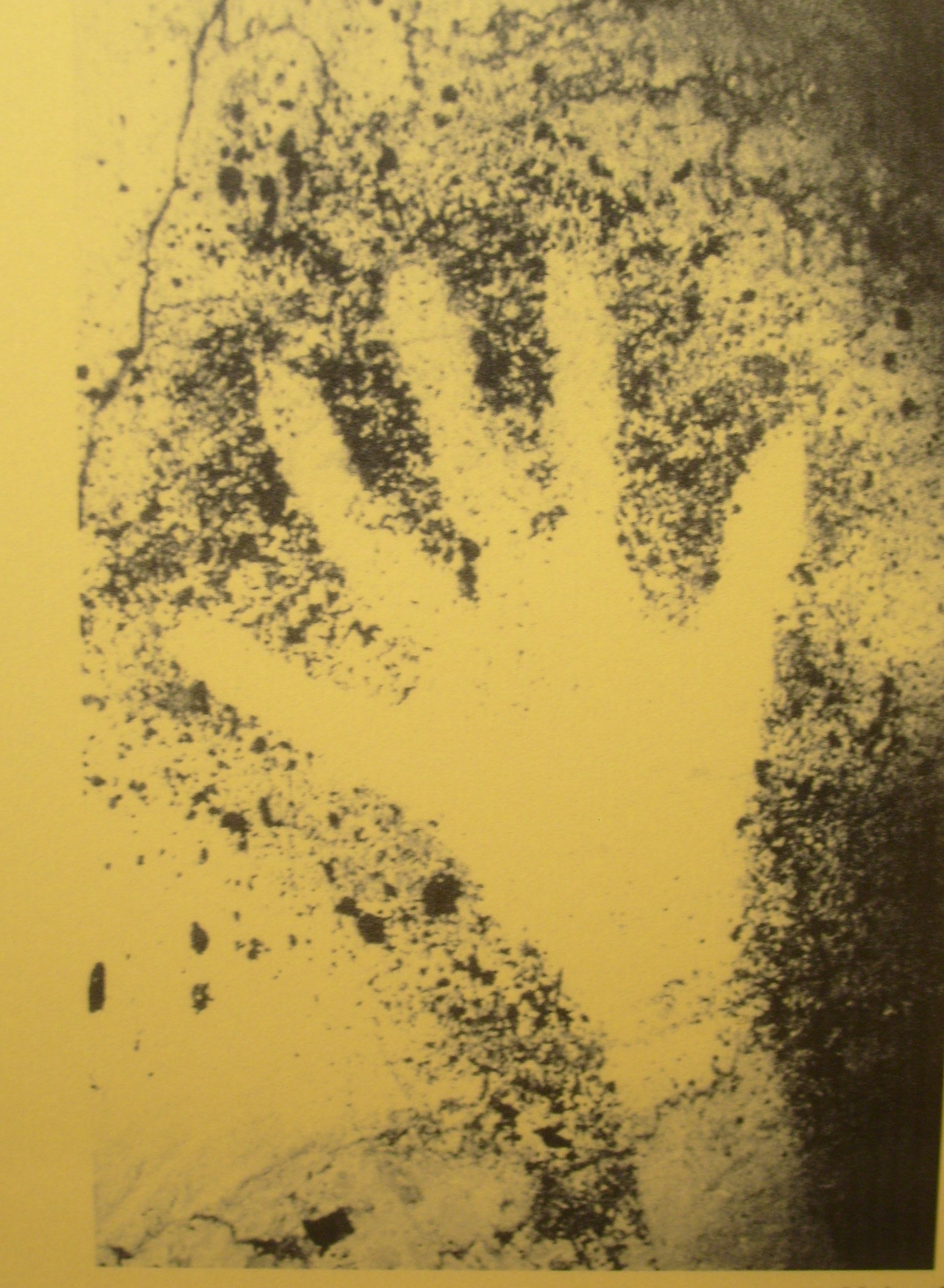
Zarys dłoni

Jaskinia Cosquera – jaskinia ozdobiona malowidłami z okresu paleolitu, usytuowana na wybrzeżu Morza Śródziemnego w pobliżu Marsylii, w falezie przylądka Morgiou w obszarze Calanque de Morgiou. Od 1992 roku posiada status monument historique, w kategorii classé (zabytek o znaczeniu krajowym).
Jaskinia prawdopodobnie stanowiła sanktuarium z epoki górnego paleolitu datowane zgodnie z wiekiem malowideł między 27 a 19 tys. lat temu. W jaskini znajduje się ponad 200 wyobrażeń figuratywnych. Są to głównie podobizny zwierząt lądowych, morskich (foki i alki) oraz 55 odcisków rąk ludzkich.
Jaskinia nosi imię Henriego Cosquera, zawodowego nurka i dyrektora szkoły nurkowania z Cassis, który odkrył wejście do niej w 1985 roku, jednak upublicznił swoje odkrycie dopiero w roku 1991, gdy w wejściu do jaskini zginęło trzech innych nurków. Jedyne wejście do jaskini to tunel o długości 175 m i wysokości nieprzekraczającej 1,10 m, który znajduje się dziś 37 m pod poziomem wody, co stanowi dowód na podniesienie się poziomu Morza Śródziemnego w okresie od epoki paleolitu o ok. 100 m.
Odkrycie groty było dużą sensacją, gdyż nie spodziewano się by jaskinie z malowidłami paleolitycznymi mogły znajdować się na wschód od Rodanu (główne ich skupiska znajdują się w zachodniej Francji i północnej Hiszpanii).